# Yasin al-Hashimi

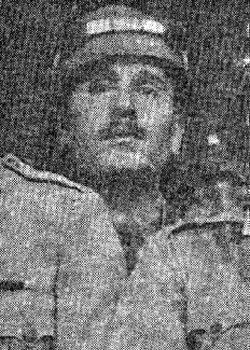

Yasin al-Hashimi, nascido Yasin Hilmi Salman (em árabe: ياسين الهاشمى‎; 1882-1937) foi um político iraquiano que serviu duas vezes como primeiro-ministro do Iraque. Como muitos dos primeiros líderes do Iraque, Hashimi era de origem turca e serviu como um oficial militar durante o controle otomano do país. Ele fez sua estreia política sob o governo de seu antecessor, Jafar al-Askari, e substituiu Askari como primeiro-ministro pouco depois, em agosto de 1924.
Hashimi serviu por dez meses antes de ser substituído, por sua vez, por Abd al-Muhsin as-Sa'dun. Ao longo dos próximos dez anos ele ocupou vários cargos governamentais, finalmente, voltando ao cargo de primeiro-ministro em 1935. Em 30 de outubro de 1936, Hashimi teve a dúbia distinção de ser o primeiro primeiro-ministro iraquiano deposto em um golpe, liderado pelo general Bakr Sidqi e uma coalizão de minorias étnicas. Ao contrário de Jafar al-Askari, que era então seu ministro da defesa, Hashimi sobreviveu ao golpe e se dirigiu para Damasco, na Síria, onde morreu dois meses depois. Seu irmão mais velho, Taha al-Hashimi, seria primeiro-ministro do Iraque em 1941.